# Hybomitra distinguenda
Hybomitra distinguenda är en tvåvingeart som först beskrevs av George Henry Verrall 1909.  Hybomitra distinguenda ingår i släktet Hybomitra och familjen bromsar. Arten är reproducerande i Sverige. Inga underarter finns listade i Catalogue of Life.